# Юсупово (Татишлинський район)
Юсу́пово (рос. Юсупово, башк. Йосоп) — присілок у складі Татишлинського району Башкортостану, Росія. Входить до складу Аксаїтовської сільської ради.
Населення — 196 осіб (2010; 210 у 2002).
Національний склад:
- башкири — 90 %